# ГЕС Субансірі
ГЕС Субансірі – гідроелектростанція, що споруджується на сході Індії у штаті Аруначал-Прадеш. Використовуватиме ресурс із річки Субансірі, котра дренує південний схил Гімалаїв та на рівнині Ассаму впадає праворуч до Брахмапутри. 
Для створення ГЕС в ущелині за пару кілометрів перед виходом Субансірі на рівнину зводять бетонну гравітаційну греблю висотою 130 метрів та довжиною 284 метри, яка потребуватиме 2,25 млн м3 матеріалу та утримуватиме сховище з об’ємом 1,37 млрд м3. Звідси ресурс спрямовуватимуть у прокладені через правобережний гірський масив підвідні тунелі довжиною від 608 до 1164 метрів та діаметром 9,5 метра, котрі через напірні водоводи довжиною від 400 до 485 метрів зі спадаючим діаметром від 9,5 до 7 метрів подаватимуть його до машинного залу.  
Основне обладнання станції становитимуть вісім турбін типу Френсіс потужністю по 250 МВт, які забезпечуватимуть виробництво 7,4 млрд кВт-год електроенергії на рік. Відпрацьована вода повертатиметься у річку через відвідний канал довжиною 35 метрів та шириною 206 метрів. Мінімальний рівень води у сховищі, при якому буде можлива робота ГЕС, становитиме 181 метр НРМ, тоді як рівень у нижньому б’єфі має коливатись між позначками 105 та 110 метрів НРМ.
Первісно завершення проекту планували на 2009/2011 роки, проте станом на середину десятиліття термін зсунули вже на 2019/2020. При цьому з 2011-го роботи на будівельному майданчику призупинились через протести у штаті Ассам, з представниками якого ведуться тривалі переговори.